# On a Day...
On a Day: Music for Violin & Continuo (popularmente conhecido como: On a Day...) é o primeiro álbum instrumental de Emilie Autumn lançado em 1997. O álbum foi gravado em 1997 quando Emilie tinha dezessete anos, e o título se refere ao fato que o álbum foi feito somente em um dia. Esse álbum consiste de seu trabalho tocando em um violino acompanhado por amigos no violoncelo, cravo e alaúde.

## Faixas
| N.º | Título        | Duração |  |
| 1.  | "La Folia"    | 10:18   |  |
| 2.  | "Recercada"   | 1:43    |  |
| 3.  | "Largo"       | 4:02    |  |
| 4.  | "Allegro"     | 3:21    |  |
| 5.  | "Adagio"      | 3:36    |  |
| 6.  | "Tambourin"   | 1:52    |  |
| 7.  | "Willow"      | 5:49    |  |
| 8.  | "Revelry"     | 1:56    |  |
| 9.  | "On a Day..." | 2:30    |  |

## Lançamento e Divulgação
"On a Day..." foi originalmente lançado pela Emilie Autumn na sua própria gravadora, Traitor Records, em 1997 depois de gravar seu álbum em um dia. O álbum foi relançado digitalmente pela Trisol Music Group. O álbum foi relançado novamente como "Laced" em seu segundo álbum instrumental, Laced/Unlaced.